# Mirosław Frančić
Mirosław Frančiċ (ur. 3 października 1926, zm. 4 grudnia 2004) – polski historyk, profesor dr hab., wykładowca Uniwersytetu Jagiellońskiego.  

## Życiorys
Urodził się w rodzinie Vilima, i Kazimiery z domu Zamojskiej (1898–1976). Siostra Maja była farmaceutką 
Zajmował się badaniem dziejów społeczno-gospodarczych Polski XVIII–XX wieku, a także polską emigracją w USA. 
Jego żoną była prof. Halina Florkowska-Frančić. Miał córkę Dorotę Frančić-Nisztuk. 
Pochowany w Krakowie na cmentarzu Rakowickim (kwatera GC-8-15).

## Wybrane publikacje
- Sprawa polska w publicystyce Karola Hawliczka-Borowskiego, Wydawnictwo Studium Słowiańskiego Uniwersytetu Jagiellońskiego,  Kraków 1948.
- Kalendarz dziejów Krakowa,  Wydawnictwo Literackie, Kraków 1964.
- Ludzie luźni w osiemnastowiecznym Krakowie, Zakład Narodowy im. Ossolińskich, Wydawnictwo PAN, Wrocław 1967.
- Komitet Obrony Narodowej w Ameryce 1912–1918, Zakład Narodowy im. Ossolińskich, Wrocław - Kraków 1983.
- Insurekcja kościuszkowska, Kraków: Krajowa Agencja Wydawnicza 1988.

## Ordery i odznaczenia
- Krzyż Oficerski Orderu Odrodzenia Polski (30 października 1998)[5]
- Złota Odznaka „Za Pracę Społeczną dla miasta Krakowa” (17 lipca 1972)[6]